# ㅥ
ㅥ(표준어: 쌍니은, 된니은, 문화어: 쌍니은)은 16세기부터는 사용되지 않았으므로 현대 한국어 표기에는 쓰이지 않는다.
15세기의 문헌에서 ‘슳ᄂᆞ니’, ‘닿ᄂᆞ니라’의 ‘ㅎ’이 동화되어 ‘슬ᄔᆞ니’, ‘다ᄔᆞ니라’와 같이 나타난 것이 보이는데, 그 소릿값은 [n:]으로 추정된다. 'ㅥㅏ'는 ㅥ이 분리됨으로써 '나나'와 같이 분리되었다는 설도 있다.